# برنان ۱۶۰۵۳
سیارک ۱۶۰۵۳ (به انگلیسی: 16053 Brennan، نامگذاری:1999JA40) شانزده هزار و پنجاه و سومین سیارک کشف شده‌است که در ۱۰ مه ۱۹۹۹ کشف شد.
قدر مطلق سیارک برابر ۱۵.۵ است.